# Donna Martell
Donna Kay Martell (Los Ángeles, California; 24 de diciembre de 1927) es una actriz retirada estadounidense que empezó en cine y televisión durante la época de la Edad de oro en los años 50 y 60.

## Primeros años
Nacido el 24 de diciembre de 1927 en Los Ángeles, California, hijo de Louis y Margaret de Maria, Martell participó activamente en atletismo en el instituto y asistió al Los Angeles City College.

## Carrera
Martell comenzó su carrera cinematográfica en 1947, cuando fue contratada para el wéstern Apache Rose, de Republic Pictures, protagonizado por Roy Rogers y Dale Evans. Siguió haciendo apariciones a finales de la década de 1940 y firmó un contrato con Universal Studios. En 1951, Columbia Pictures la contrató para interpretar a la protagonista femenina junto a Gene Autry en The Hills of Utah.
Al llegar la década de 1950, la carrera de Martell se orientó hacia la televisión. Interpretó a Marie DiPaolo en The Bob Cummings Show y apareció en programas como Shotgun Slade, Cavalcade of America, The Range Rider, Bat Masterson y Cheyenne.
Martell también participó en Project Moonbase (también conocida como Project Moon Base), una película de ciencia ficción en blanco y negro de 1953 dirigida por Richard Talmadge. En el guion, el personaje de Martell, Briteis, es una coronel que ha realizado el primer vuelo orbital alrededor de la Tierra cuatro años antes y tiene rango superior al de su compañero astronauta, un mayor. Nunca se menciona el nombre de pila de la coronel Briteis.
La carrera como actriz de Martell terminó oficialmente en 1963, pero reapareció brevemente en 1983 en la película para televisión Grace Kelly, en el papel de Mrs. Edie Austin, una amiga de la familia Kelly que, junto con su marido Russell Austin, contribuyó decisivamente a impulsar la relación en la vida real entre Grace Kelly y el Príncipe Rainiero III de Mónaco.
Donna Martell apareció en un episodio televisivo de Hopalong Cassidy en el papel de una hermana mexicana que intenta salvar a su hermano acusado injustamente.

## Vida personal
Martell se casó con el jugador de béisbol profesional Gene Edgar Corso el 27 de junio de 1953. La pareja tuvo tres hijos. Corso falleció antes que su esposa en 1996.

## Premios
Martell recibió uno de los Golden Boot Awards de 2002 por su contribución a la televisión y el cine wéstern.

## Filmografía
| Año  | Título                                             | Papel                     | Notas         |
| ---- | -------------------------------------------------- | ------------------------- | ------------- |
| 1947 | Apache Rose                                        | Rosa Vega                 |               |
| 1947 | Twilight on the Rio Grande                         | 1.ª operadora de teléfono | Uncredited    |
| 1947 | Robin Hood of Monterey                             | Lolita                    |               |
| 1947 | The Lost Moment                                    | Chica linda               | sin acreditar |
| 1947 | Secret Beyond the Door                             | Joven chica mexicana      | sin acreditar |
| 1948 | The Woman from Tangier                             | Flo-Flo                   |               |
| 1948 | The Saxon Charm                                    | Chica con flores          | sin acreditar |
| 1948 | Mexican Hayride                                    | Girl                      | sin acreditar |
| 1949 | Illegal Entry                                      | Maria                     |               |
| 1949 | Abbott and Costello Meet the Killer, Boris Karloff | Betty Crandall            |               |
| 1950 | I Was a Shoplifter                                 | Dependienta               | sin acreditar |
| 1950 | Peggy                                              | Concursante               |               |
| 1950 | Kim                                                | Haikun                    | sin acreditar |
| 1951 | The Hills of Utah                                  | Nola French               |               |
| 1951 | Elephant Stampede                                  | Lola                      |               |
| 1952 | Last Train from Bombay                             | Nawob's daughter          |               |
| 1952 | The Golden Hawk                                    | Emilie Savonez            |               |
| 1953 | Project Moonbase                                   | Colonel Briteis           |               |
| 1953 | Give a Girl a Break                                | Janet Hallson             |               |
| 1954 | The Egyptian                                       | Dama de compañía          | sin acreditar |
| 1955 | Ten Wanted Men                                     | Maria Segura              |               |
| 1955 | Love Is a Many-Splendored Thing                    | Suchen                    |               |
| 1955 | Last of the Desperados                             | Felice                    |               |
| 1957 | Hell on Devil's Island                             | Giselle Renault           |               |
| 1957 | House of Numbers                                   | Lois                      | sin acreditar |

## Televisión
- The Adventures of Kit Carson (1952-1953) cinco personajes en siete episodios
- Death Valley Days (1952) "She Burns Green" - Rosie Winters; (1955) "The Valencia Cake" - Charlita
- The Lineup (1955) "Girl Safecrackers"
- G.E. Summer Originals (1956) "Blizzard Bound"
- The West Point Story (1957) dos episodios diferentes
- The Lineup (1958) "The Pawn Ticket Case"
- Cheyenne (1960) como Maria, en el episodio de televisión "Home Is the Brave" - Maria Prescott
- 77 Sunset Strip (1961) "Hot Tomale Caper", episodio de dos partes - Maria Rodriguez
- Tales of Wells Fargo (1961, Episode: "John Jones") - Zita Lopez
- Hawaiian Eye (1962) "Pursuit of a Lady - Maria Orello
- Bonanza (1963) "Toy Soldier" Esther Callahan